# Boulevard Gardens
Boulevard Gardens – jednostka osadnicza w Stanach Zjednoczonych, w stanie Floryda, w hrabstwie Broward.